# Şükriye Sultan
Hatice Şükriye Sultan (turco ottomano: خدیجه شکریه سلطان, lett. "fanciulla rispettosa" e "gratitudine"; Istanbul, 24 febbraio 1906 – Istanbul, 1º aprile 1972) è stata una principessa ottomana, figlia di Şehzade Yusuf Izzeddin e nipote del sultano Abdülaziz.

## Origini
Hatice Şükriye Sultan nacque a Istanbul, a Villa Çamlıca, il 24 febbraio 1906. Suo padre era Şehzade Yusuf Izzeddin, figlio maggiore del sultano ottomano Abdülaziz e della sua prima consorte, Dürrinev Kadin, mentre sua madre era la sua sesta consorte Leman Hanım. Aveva un fratellastro paterno maggiore, Şehzade Mehmed Bahaeddin, nato nel 1883 e morto neonato, un fratello minore, Şehzade Mehmed Nizameddin, e una sorella minore, Mihriban Mihrişah Sultan.
Suo padre si suicidò quando lei aveva dieci anni.

## Primo matrimonio
Il 14 novembre 1923, a Villa Nişantaşı, Şükriye sposò Şehzade Mehmed Şerafeddin, figlio di Şehzade Selim Süleyman e nipote del sultano Abdülmecid I. Gli sposi erano cugini di secondo grado, dal momento che i loro nonni paterni erano fratellastri.
Nel 1924 la dinastia ottomana venne esiliata. Şükriye e suo marito vissero a Parigi fino al 1925, poi in Egitto, dove fu raggiunta da sua sorella e da Cavidan Hanım, seconda consorte di suo padre, e infine a Beirut, in Libano, dove i due divorziarono nel 1927.

## Secondo matrimonio
Il 4 settembre 1935, a Il Cairo, Şükriye sposò Ahmad I al-Jabir Al Sabah, uno sceicco kuwaitiano. Divorziarono nel 1937.
Il 10 febbraio 1938 annunciò il suo fidanzamento con Midhat Bey, figlio di Ziver Pasha, ma i due si lasciarono prima delle nozze.
Nel 1944, alla riunione di famiglia per decidere il 38° Capo della Casa Imperiale di Osman, si schierò con Şehzade Ömer Faruk contro Şehzade Ahmed Nihad, che infine prevalse.

## Terzo matrimonio
Nell'aprile 1949 Şükriye sposò Mehmed Şefik Ziya (1894 – 1980), americano di origini turco-cipriote.
Nel 1952 lei, suo marito e sua sorella tornarono a Istanbul dopo la revoca dell'esilio per le principesse. Si stabilirono nella vecchia villa di Izzeddin a Çamlıca.

## Morte
Şükriye Sultan morì a Villa Çamlıca il 1º aprile 1972 e venne sepolta nel mausoleo Mahmud II. Non lasciò figli da nessuno dei suoi tre matrimoni.
Il suo ultimo marito, Mehmed Şefik, dopo la sua morte sposò un'altra principessa ottomana, Neslişah Sultan, figlia di Şehzade Mehmed Abdülkadir e nipote del sultano Abdülhamid II.